# 上井文彦

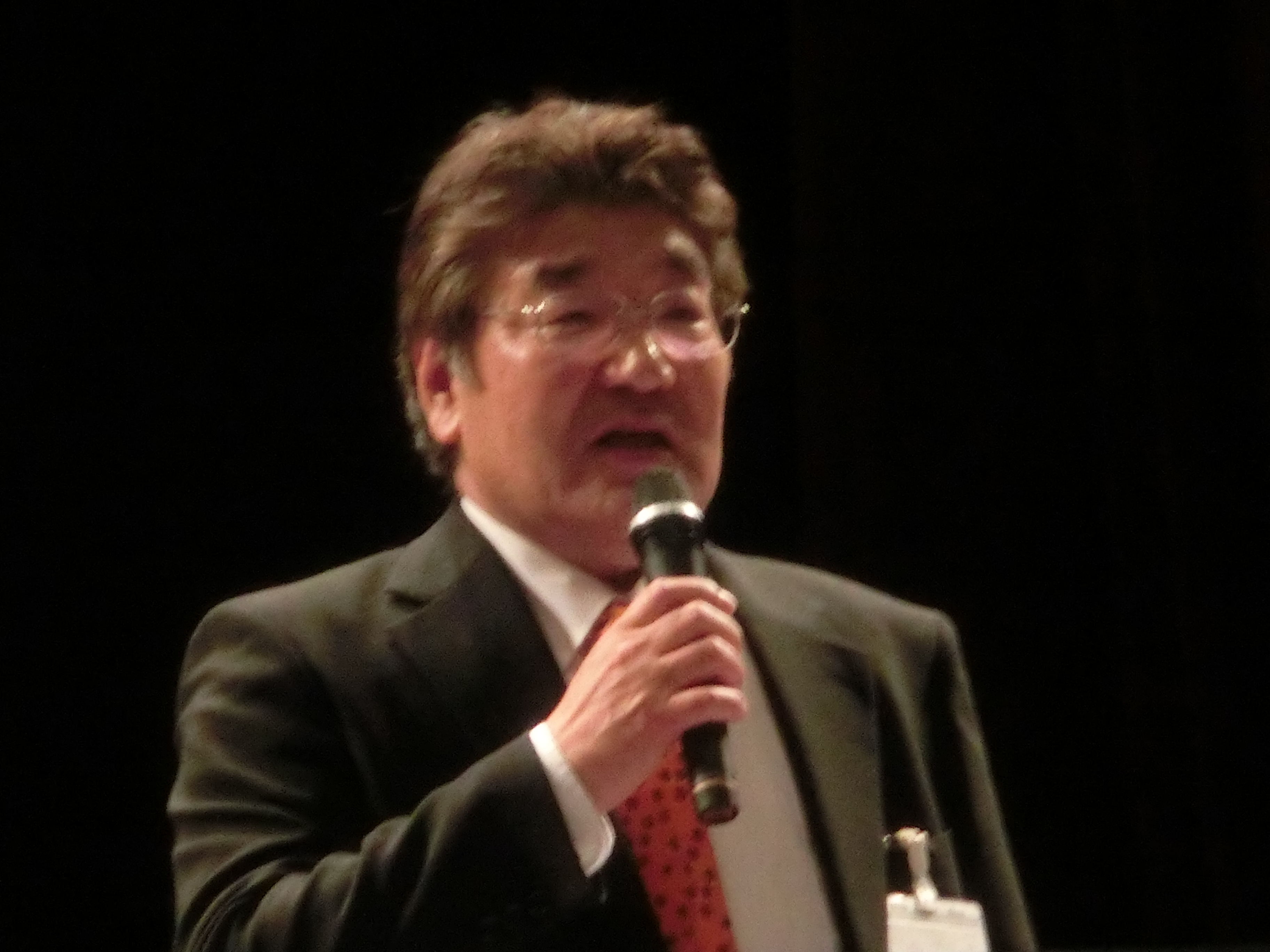
上井文彦（2017年）

上井 文彦（うわい ふみひこ、1954年4月4日 - ）は、日本の実業家、元新日本プロレス執行役員。元プロレスプロモーター。詐欺師。
山口県下関市出身。

## 略歴
大阪経済大学卒業。1977年、新日本プロレスに入社。1985年、新日本を退社してUWFに移るも翌年に復帰。以後、営業、渉外、マッチメイカーなどを歴任。アントニオ猪木vsマサ斎藤（巌流島決戦）などに関わる。
その後、有限会社ビッグマウスを設立し、関連会社としてプロレス興行部門のビッグマウス・ラウドを立ち上げた。前田日明のスーパーバイザー就任等で話題となるが、1年間で前田と袂を分かつ。2006年10月「UWAI STATION」旗揚げ。2007年10月の興行を最後に活動休止。大阪に戻り、一般企業に就職する。
2016年より関西地区で自主興行、STRONG STYLE HISTORYを開催。2025年現在、立野記代ファンクラブ「CANDY」の主催興行の裏方として活動している。

## 来歴
- 1977年 - 大学卒業後、新日本プロレス入社。
- 1985年 - UWFへ移籍。
- 1986年 - 新日本プロレスに復帰。
- 2002年4月 - マッチメイカーに就任。
- 2003年6月 - 新日本プロレス取締役から執行役員に。
- 2004年10月 - 新日本プロレスを解雇。
- 2005年
  - 1月22日 - ビッグマウス立ち上げを表明。
  - 3月 - FEG（谷川貞治）と業務提携し、HERO'S総合プロデューサーに就任。
  - 4月 - 同じくFEGと共同開催するWRESTLE-1 GRAND PRIX 2005プロデューサーに就任。
  - 8月10日 - ビッグマウス・ラウド設立を表明。
  - 9月11日 - 後楽園ホールでビッグマウス・ラウド旗揚げ戦開催。
- 2006年
  - 9月13日 - ビッグマウス及びビッグマウス・ラウドの金銭を持ち逃げし失踪[5]。沖縄県石垣島の洞窟の中で倒れているところを発見された。
  - 10月8日 - 後楽園ホールで UWAI STATION旗揚げ戦の開催を発表。
  - 12月3日 - 後楽園ホールでUWAI STATION旗揚げ戦を開催。
- 2007年
  - 4月4日 - 上井二三彦と改名。翌年、再び本名に戻す。
  - 10月6日 -ディファ有明で年内最終興行を開催。
- 2008年 - 西口プロレスでアルバイトとして働くも解雇
- 2012年6月13日 - 著書『「ゼロ年代」狂想のプロレス暗黒期』発売。
- 2015年
  - 5月5日 - IGF大阪大会に諏訪魔と来場。対戦は11月15日・両国国技館で開かれた天龍源一郎引退興行にて実現する。
  - 11月29日 - 大阪府茨木市でトークイベント UWAI de Night vol.1を新間寿を迎え開催。
- 2016年
  - 9月24日-大阪・茨木でUWAI de Night vol.2を開催。ゲストに金本浩二、スペシャルゲストに垣原賢人を迎える。
  - 12月2日- 8年振りにプロレス大会 STRONG STYLE HISTORY vol.1を大阪・城東区で開催。
- 2017年
  - 3月4日-大阪・茨木でUWAI de Night vol.3を開催。ゲストに武藤敬司、MCに田中秀和を迎える。
  - 4月7日-STRONG STYLE HISTORY vol.2を大阪・城東区で開催。
  - 7月22日-東京・渋谷でUWAI de Night SPECIALを開催。ゲストに馳浩、MCに田中秀和を迎える[6]。
  - 9月22日-大阪・城東区でSTRONG STYLE HISTORY ~a night for starting over～開催。
- 2019年2月に「MASA SAITO MEMORIAL～GO FOR BROKE!FOREVER!～」開催[7]。

## エピソード
- UWF旗揚げシリーズ最終戦（1984年4月17日）において、新日本所属のまま藤原喜明が前田とシングル対決する事が決定した。そして直前の下関大会の宣伝をしている際に、同じ山口県立体育館で新日本がニアミス興行するのを利用して、宣伝カーを新日本の選手の宿泊しているホテル前に停め、「藤原、もしお前が本当のテロリストだったら、今日のUWFの下関大会に殴り込んで来い！」とマイクで連呼。藤原のみならず、直前まで同僚であった新日本の営業社員の怒りを買って小競り合いとなり、ホテルの通報によって警察が仲裁に入る事態を招いた事がある。
- 1987年10月4日に行われた巌流島の戦い（アントニオ猪木vsマサ斎藤）の企画書を清書した。
- 星野勘太郎総裁率いる『プロレス結社 魔界倶楽部』の生みの親である。
- ビッグバン・ベイダーのリングネームは上井と倍賞鉄夫との会話の中から生まれた。
- 2003年12月31日『K-1 PREMIUM2003 Dynamite‼』ナゴヤドーム大会では、中邑真輔がアレクセイ・イグナショフと対戦してKO負けを喫するも上井が「ブレークと試合ストップが早すぎる」という抗議を行った結果、無効試合となった。
- 2004年10月9日 新日本プロレス両国国技館大会でWJ崩壊後の長州力をリングに上げた。長州はそのときリングに上がってきた永田裕志に「天下を獲り損ねた男がよく上がってきた。」の名台詞を吐いた。
- UWAI STATIONの名付け親は柴田勝頼で当初は「STATION=基地」の意味合いで付けていたが意訳すると「上井駅」になることから自らを「駅長」と名乗っていた。
- 現在 活躍しているオカダ・カズチカ、飯伏幸太は新日本のリング登場以前、UWAI STATIONのリングに上がっている。

## 作品

### 書籍
- 「ゼロ年代」狂想のプロレス暗黒期（G SPIRITS BOOK、辰巳出版）

## 入場曲
- 「TRAIN-TRAIN」THE BLUE HEARTS – UWAI STATION時